# Cicloesano-1,2-diolo deidrogenasi
La cicloesano-1,2-diolo deidrogenasi è un enzima appartenente alla classe delle ossidoreduttasi, che catalizza la seguente reazione:
trans-cicloesano-1,2-diolo + NAD+ ⇄ 2-idrossicicloesan-1-one + NADH + H+
L'enzima ossida anche, seppure più lentamente, l'isomero cis ed il 2-idrossicicloesanone.